# Melanogaster (schimmel)
Melanogaster is een geslacht van schimmels behorend tot de familie Paxillaceae. 

## Soorten
Volgens Index Fungorum bevat het geslacht de volgende 27 soorten (peildatum oktober 2020):
| Soortnaam                                          | Auteur(s)                                   | Publicatiejaar |
| -------------------------------------------------- | ------------------------------------------- | -------------- |
| Melanogaster ambiguus (Gewone inkttruffel)         | (Vittad.) Tul. & C. Tul.                    | 1843           |
| Melanogaster broomeanus (Welriekende inkttruffel)  | Berk.                                       | 1843           |
| Melanogaster carolinensis                          | (Bosc ex Spreng.) De Toni                   | 1888           |
| Melanogaster cauvinianus                           | (Corda) Mont. ex Berl., De Toni & E. Fisch. | 1888           |
| Melanogaster durissimus                            | Cooke                                       | 1880           |
| Melanogaster eisenii                               | Harkn.                                      | 1899           |
| Melanogaster fusisporus                            | Y. Wang                                     | 1995           |
| Melanogaster intermedius (Rossige inkttruffel)     | (Berk.) Zeller & C.W. Dodge                 | 1937           |
| Melanogaster klotzschii                            | Corda                                       | 1842           |
| Melanogaster macrocarpus                           | Zeller                                      | 1939           |
| Melanogaster macrosporus                           | Velen.                                      | 1922           |
| Melanogaster minisporus                            | Cázares, G. Guevara, J. García & Trappe     | 2008           |
| Melanogaster natsii                                | Y. Wang, K. Tao & B. Liu                    | 1995           |
| Melanogaster obovatisporus                         | B. Liu, K. Tao & Ming C. Chang              | 1989           |
| Melanogaster ovoidisporus                          | Y. Wang                                     | 1995           |
| Melanogaster parksii                               | Zeller & C.W. Dodge                         | 1937           |
| Melanogaster rivularis                             | P.-A. Moreau & F. Rich.                     | 2010           |
| Melanogaster shanxiensis                           | B. Liu, K. Tao & Ming C. Chang              | 1989           |
| Melanogaster spinisporus                           | Y. Wang                                     | 1995           |
| Melanogaster subglobisporus                        | K. Tao, Ming C. Chang & B. Liu              | 1995           |
| Melanogaster trappei                               | I.P.S. Thind & B.M. Sharma                  | 1982           |
| Melanogaster tuberiformis (Roodbruine inkttruffel) | Corda                                       | 1831           |
| Melanogaster umbriniglebus                         | Trappe & Guzmán                             | 1971           |
| Melanogaster utriculatus                           | Y. Wang, Castellano & Trappe                | 2005           |
| Melanogaster variegatus                            | (Vittad.) Tul. & C. Tul.                    | 1851           |
| Melanogaster vittadinii                            | Soehner & Knapp                             | 1954           |
| Melanogaster wilsonii                              | Lloyd                                       | 1923           |